# Prionailurus javanensis
Prionailurus javanensis is een zoogdier uit de familie van de katachtigen (Felidae). De wetenschappelijke naam van de soort werd voor het eerst geldig gepubliceerd door Anselme Gaëtan Desmarest in 1816. De soort werd in 2017 afgesplitst van de Bengaalse tijgerkat (Prionailurus bengalensis).

## Voorkomen
De soort komt voor op Java, Bali, Borneo en Sumatra en de Filipijnse eilanden Palawan, Cebu, Negros en Panay.

## Ondersoorten
- Javaanse tijgerkat (Prionailurus javanensis javanensis Desmarest, 1816)
- Borneose tijgerkat (Prionailurus javanensis borneoensis Brongersma, 1935)
- Palawantijgerkat (Prionailurus javanensis heaneyi Groves, 1997)
- Filipijnse tijgerkat (Prionailurus javanensis rabori Groves, 1997)
- Sumatraanse tijgerkat (Prionailurus javanensis sumatranus Horsfield, 1821)